# R. R. R. Smith
R. R. R. Smith ou Fellow of the British Academy Roland Ralph Redfern "Bert" Smith (né le 30 janvier 1954) est un archéologue britannique et un académicien spécialiste de l'art et des culturelles visuelles de la Méditerranée antique. Depuis 1995, il est professeur de la Lincoln Professor of Classical Archaeology and Art (en) à l'université d'Oxford.

## Biographie

### Jeunesse et éducation
R. R. R. Smith est né le 30 janvier 1954 et fait ses études au Fettes College dans une Independent school (en) à Édimbourg. Il étudie les Literae Humaniores au Pembroke College à Oxford, obtenant un Bachelor of Arts en 1977,. Restant à Pembroke, il étudie pour un Master of Philosophy en archéologie classique, qu'il réussit en 1979,. Il déménage ensuite au Magdalen College d'Oxford pour poursuivre ses études en archéologie classique et obtenir un Doctor of Philosophy en 1983,. Sa thèse de doctorat s'intitule « Portraits sculptés de rois hellénistiques vers 330-30 av. J.-C. » (Sculptured portraits of Hellenistic kings c. 330-30 B.C.).

### Vie professionnelle
De 1981 à 1986, R. R. R. Smith est Fellow by Examination en histoire ancienne au Magdalen College d'Oxford. Il obtient également une bourse Harkness (en) à l'université de Princeton entre 1983 et 1985. En 1986, il s'installe aux États-Unis où il est nommé professeur adjoint d'archéologie classique au New York University Institute of Fine Arts à l'université de New York. Il enseigne l'archéologie hellénistique et romaine et l'histoire de l'art à l'université. Il est promu Associate professor en 1990 et devient boursier de la Fondation Alexander-von-Humboldt à l'Institut für Klassische Archäologie de Munich, en Allemagne, pour l'année universitaire 1991-1992,.
En 1995, R. R. R. Smith retourne au Royaume-Uni, après avoir été nommé professeur d'archéologie classique et d'art à l'université d'Oxford et élu membre du Lincoln College d'Oxford,. Il est membre à la fois de la Faculté des lettres classiques à Oxford (en) et de l'École d'archéologie à Oxford (en). Il est le conservateur de l'Ashmolean Museum.

## Honneurs
En 2010, R. R. R. Smith est élu Fellow of the British Academy (FBA), l'académie nationale des sciences humaines et sociales du Royaume-Uni.

## Publications
- (en) Hellenistic Royal Portraits, Oxford, Clarendon Press, 1988.
- (en) Hellenistic Sculpture, Londres, hames & Hudson, 1991.
- (en) The Monument of C.Julius Zoilos : Aphrodisias I, Mayence, Philipp von Zabern, 1994.
- (en) avec Ahmet Ertuğ, Sculptured for Eternity : Greek, Roman, and Byzantine Art in the Istanbul Archaeological Museum, Istanbul, 2002.
- (en) Roman Portrait Statuary from Aphrodisias : Aphrodisias II, Mayence, Philipp von Zabern, 2006.
- (en) avec Ahmet Ertuğ, Aphrodisias : City and Sculpture in Roman Asia, Istanbul, 2009.
- (en) avec R. Frederiksen, The Cast Gallery of the Ashmolean Museum  sous-titre=Catalogue of plaster casts of Greek and Roman sculptur, Oxford, 2011.
- (en) avec Ahmet Ertuğ, The Gods of Nemrud : The Royal Sanctuary of Antiochos I and the Kingdom of Commagene, Istanbul, 2012.
- (en) avec Philipp von Zabern, The marble reliefs from the Julio-Claudian Sebasteion : Aphrodisias VI, Darmstadt, 2013.
- (en) avec Ahmet Ertug, Ancient Theaters of Anatolia, Istanbul, 2014.
- (en) avec Bryan Ward-Perkins, The last statues of antiquity, Oxford, Oxford University Press, 2016 (ISBN 978-0198753322).

## Annexe